# Re’uwen Arazi
Re’uwen Arazi (ur. 11 maja 1907 w Międzyrzeczu, zm. 18 maja 1983) – izraelski polityk, członek Knesetu z ramienia Mapam i Koalicji Pracy.

## Życiorys
Po ukończeniu gimnazjum studiował na Wydziale Prawa Uniwersytetu Warszawskiego, równolegle uczył się w Instytucie Studiów Judaistycznych. Podczas nauki przewodniczył studenckiemu socjalistycznemu ruchowi syjonistycznemu, należał też do Ha-Szomer Ha-Cair. Po ukończeniu studiów początkowo pracował jako prawnik, a od 1933 był zatrudniony w Tarbucie. Po inwazji sowieckiej został aresztowany i w 1940 zesłany za Ural. Do Polski powrócił w 1946 i rozpoczął prace nad wznowieniem działalności Ha-Szomer Ha-Cair, a następnie został sekretarzem generalnym tej organizacji. Równocześnie zaangażował się w działalność Żydowskiego Funduszu Narodowego, był członkiem zarządu. Polskę opuścił w 1949, po przybyciu do Izraela wstąpił do partii Mapam. Od 1959 był sekretarzem generalnym tej partii i zajmował to stanowisko, do 1965, gdy z ramienia Mapam wszedł do Knesetu. W 1969 Mapam zawarł sojusz z Izraelską Partią Pracy tworząc Koalicję Pracy, która wystawiła Re’uwena Araziego do Knesetu, gdzie zasiadał do końca kadencji tj. do 1973 (był zastępcą marszałka Knesetu).